# Campanaro
Il campanaro è colui che è incaricato di suonare le campane per qualsiasi ricorrenza od evento religioso cristiano in base ad un determinato e preciso insieme di segnali, che variano da luogo a luogo, codificato nel corso dei secoli. Nel linguaggio corrente è anche la denominazione più popolaresca del sacrista o sacrestano.
Quasi sempre il campanaro era (ed è tutt'oggi, in taluni casi) anche l'addetto alla cura e alla carica manuale degli antichi orologi che scandiscono il tempo dalle torri campanarie delle chiese.
Col termine si può indicare anche chi lavora in generale con le campane, sia il fonditore che, più raramente, la nuova figura del tecnico addetto alla manutenzione.